# Jacopo Petriccione
Jacopo Petriccione (Gorizia, 22 febbraio 1995) è un calciatore italiano, centrocampista del Catanzaro.

## Biografia
Nato a Gorizia da padre di origini casertane e madre friulana di Gradisca d'Isonzo, Petriccione è cresciuto in quest'ultima città. Sposato con Mariateresa, ha una figlia.

## Caratteristiche tecniche
Agisce principalmente da mediano. È uno specialista nei passaggi e nell'effettuare assist.

## Carriera

### Club

#### Gli inizi
Petriccione inizia la carriera nel settore giovanile di alcune squadre isontine come Pro Romans, Itala San Marco e Virtus Corno. Nel 2009 viene tesserato dal Cagliari, dove rimarrà per tre anni, per poi passare al vivaio del Siena e quindi alla Primavera della Fiorentina, di cui veste la fascia di capitano. 
Il 26 agosto 2014 la Pistoiese, militante in Lega Pro, comunica di aver acquistato Petriccione in prestito dalla Fiorentina. Nella prima stagione colleziona 27 presenze e realizza 2 reti, con la squadra che terminerà il campionato al quattordicesimo posto.
Confermato il prestito per la stagione successiva viene confermato titolare giocando 30 partite. Termina la stagione al dodicesimo posto in classifica. In tutto il calciatore segna 2 reti in stagione, rispettivamente contro Savona e Carrarese.
Per la stagione successiva il calciatore si trasferisce alla Ternana, in Serie B. L'annuncio ufficiale arriva il 15 luglio 2016. La società rossoverde comunica di aver acquistato il calciatore in prestito con diritto di riscatto (fissato a 300.000 euro) e controriscatto (fissato a 400.000 euro) a favore della Fiorentina. Segna la sua prima rete in Serie B alla diciannovesima giornata, nella partita terminata 1-2 a favore del Vicenza. Questa sarà la sua unica rete stagionale. La squadra termina la stagione al diciottesimo posto in classifica. Il calciatore nonostante il campionato più che positivo non viene riscattato, facendo ritorno a Firenze.

#### Bari e Lecce
Il 31 agosto 2017, durante l'ultima ora di mercato il Bari comunica di aver acquistato il calciatore a titolo definitivo dalla Fiorentina per un milione di euro. La società viola annuncia di avere diritto a una percentuale sulla sua futura vendita del giocatore. Esordisce in maglia biancorossa alla sesta giornata di campionato, contro la Ternana. Segna la sua prima rete in biancorosso alla quindicesima giornata di campionato, in trasferta, contro il Novara. Al termine della stagione rimane svincolato a causa del fallimento del Bari.
Il 3 agosto 2018 sottoscrive un accordo triennale con il Lecce, neopromosso in Serie B. Il 7 agosto esordisce in maglia giallorossa nel secondo turno di Coppa Italia, in casa contro la Feralpisalò (1-0). Segna il primo gol con i giallorossi il 23 marzo 2019, nel recupero della ventiduesima giornata di Serie B contro l'Ascoli, nella gara interna vinta per 7-0 dai giallorossi. L'11 maggio 2019 apre le marcature nella sfida vinta per 2-1 contro lo Spezia al Via del mare, successo che vale ai salentini la promozione in Serie A. Il 12 luglio 2019 rinnova il proprio contratto coi salentini. Esordisce in massima serie il 26 agosto 2019, nella sfida persa per 4-0 al Meazza contro l'Inter, valida per la prima giornata del campionato di Serie A 2019-2020. Disputa un campionato di Serie A da titolare nel Lecce, retrocesso al termine dell'annata 2019-2020.

#### Crotone e vari prestiti
Il 1º ottobre 2020, dopo aver collezionato una presenza in Serie B e una in Coppa Italia con il club salentino, viene ceduto al Crotone a titolo definitivo che versa nelle casse pugliesi 1,5 milioni di euro. Debutta con i calabresi il 17 ottobre, nella gara di campionato pareggiata in casa contro la Juventus (1-1). Conclude la stagione con 20 presenze e la retrocessione in Serie B.
Il 19 agosto 2021 viene ceduto in prestito al Pordenone, con cui debutta il 21 agosto seguente, nella sfida casalinga persa per 0-1 contro il Perugia.
Il 18 gennaio 2022 viene risolto il prestito con la società neroverde e il giocatore viene ceduto nuovamente in prestito, sempre in Serie B, al Benevento.
Nell'estate del 2022 torna al Crotone, nel frattempo retrocesso in Serie C.
Il 25 gennaio 2024 viene acquistato dal Catanzaro, tornando in Serie B.

### Nazionale
Tra marzo e maggio del 2014 è stato convocato nella nazionale Under-19 italiana, con cui ha ottenuto 3 presenze.

## Statistiche

### Presenze e reti nei club
Statistiche aggiornate al 25 maggio 2025.
| Stagione         | Squadra          | Campionato       | Campionato | Campionato | Coppe nazionali | Coppe nazionali | Coppe nazionali | Coppe continentali | Coppe continentali | Coppe continentali | Altre coppe | Altre coppe | Altre coppe | Totale | Totale |
| Stagione         | Squadra          | Comp             | Pres       | Reti       | Comp            | Pres            | Reti            | Comp               | Pres               | Reti               | Comp        | Pres        | Reti        | Pres   | Reti   |
| ---------------- | ---------------- | ---------------- | ---------- | ---------- | --------------- | --------------- | --------------- | ------------------ | ------------------ | ------------------ | ----------- | ----------- | ----------- | ------ | ------ |
| 2015-2016        | Pistoiese        | LP               | 27         | 2          | CI-LP           | 2               | 0               | -                  | -                  | -                  | -           | -           | -           | 29     | 2      |
| 2016-2017        | Ternana          | B                | 36         | 1          | CI              | 2               | 0               | -                  | -                  | -                  | -           | -           | -           | 38     | 1      |
| 2017-2018        | Bari             | B                | 20         | 1          | CI              | -               | -               | -                  | -                  | -                  | -           | -           | -           | 20     | 1      |
| 2018-2019        | Lecce            | B                | 33         | 2          | CI              | 2               | 0               | -                  | -                  | -                  | -           | -           | -           | 35     | 2      |
| 2019-2020        | Lecce            | A                | 31         | 0          | CI              | 2               | 0               | -                  | -                  | -                  | -           | -           | -           | 33     | 0      |
| ago.-set. 2020   | Lecce            | B                | 1          | 0          | CI              | 1               | 0               | -                  | -                  | -                  | -           | -           | -           | 2      | 0      |
| Totale Lecce     | Totale Lecce     | Totale Lecce     | 65         | 2          |                 | 5               | 0               |                    | -                  | -                  |             | -           | -           | 70     | 2      |
| ott. 2020-2021   | Crotone          | A                | 20         | 0          | CI              | 1               | 0               | -                  | -                  | -                  | -           | -           | -           | 21     | 0      |
| 2021-gen. 2022   | Pordenone        | B                | 12         | 0          | CI              | -               | -               | -                  | -                  | -                  | -           | -           | -           | 12     | 0      |
| gen.-giu. 2022   | Benevento        | B                | 12+1       | 0          | CI              | -               | -               | -                  | -                  | -                  | -           | -           | -           | 13     | 0      |
| 2022-2023        | Crotone          | C                | 34+2       | 2+0        | CI-C            | 0               | 0               | -                  | -                  | -                  | -           | -           | -           | 36     | 2      |
| 2023-gen. 2024   | Crotone          | C                | 22         | 0          | CI+CI-C         | 0+1             | 0               | -                  | -                  | -                  | -           | -           | -           | 23     | 0      |
| Totale Crotone   | Totale Crotone   | Totale Crotone   | 76+2       | 2          |                 | 2               | 0               |                    | -                  | -                  |             | -           | -           | 80     | 2      |
| gen.-giu. 2024   | Catanzaro        | B                | 16+3       | 0          | CI              | -               | -               | -                  | -                  | -                  | -           | -           | -           | 19     | 0      |
| 2024-2025        | Catanzaro        | B                | 34+3       | 0          | CI              | 1               | 0               | -                  | -                  | -                  | -           | -           | -           | 38     | 0      |
| Totale Catanzaro | Totale Catanzaro | Totale Catanzaro | 50+6       | 0          |                 | 1               | 0               |                    | -                  | -                  |             | -           | -           | 57     | 0      |
| Totale carriera  | Totale carriera  | Totale carriera  | 298+9      | 8          |                 | 12              | 0               |                    | -                  | -                  |             | -           | -           | 319    | 8      |